# Hanuszyszki (gmina)
Gmina Hanuszyszki (lit. Onuškio seniūnija) – gmina w rejonie trockim okręgu wileńskiego na Litwie. Siedzibą administracji jest miasteczko Hanuszyszki.
W roku 2001 79,6% ludności stanowili Litwini, 19,3% Polacy, a 0,8% Rosjanie.